# Johnny Got His Gun (película)
Johnny Got His Gun ―también conocida como Johnny tomó su fusil (en Hispanoamérica) y Johnny cogió su fusil (en España)― es una película dramática estadounidense dirigida por Dalton Trumbo basada en su propia novela Johnny Got His Gun. El filme muestra una posición claramente antibelicista y podría ser interpretado como una apología a la eutanasia.

## Argumento
Joe Bonham alias Johnny (Timothy Bottoms) es un soldado estadounidense que es herido por una explosión durante la Primera Guerra Mundial (1914-1918). En dicho accidente, Johnny pierde todas sus extremidades, el habla y los sentidos de la vista, el oído, el olfato y el gusto.
Reducido a un torso viviente, y aislado casi completamente de la realidad, rememora sus recuerdos más importantes, hasta que estos le consumen en sueños y pesadillas y se ve incapaz de distinguir la realidad de la fantasía.
Tras varios años incapacitado, consigue comunicarse con los médicos y generales por medio de código Morse, moviendo en espasmos la cabeza hacia delante y hacia atrás.
Al final de la película, Joe intenta comunicarle a sus médicos que desea que el Ejército lo ponga en un ataúd de cristal (en una especie de atracción pública) para demostrar los horrores de la guerra, o en su lugar, desea que lo maten. Sin embargo, él se da cuenta de que el Ejército no le va a conceder su petición, y lo dejará en un estado de muerte en vida.
En el clímax de la película, la enfermera intenta realizarle la eutanasia sujetando su tubo de respiración, pero su supervisor la detiene antes de que Joe pueda sucumbir. Esta situación no ocurre en la novela.
La película termina de un modo sombrío, con Joe débilmente cantando «SOS, help me». Su cuerpo inútil e inmovilizado es abandonado en un almacén, y conservado para el estudio y el avance de la medicina.

## Título de la película
A priori, el título de la novela y película de Dalton Trumbo no guarda ninguna relación con el trascurso del libro o la cinta. El curioso nombre de la antibelicista obra es fruto de una canción del nacionalista estadounidense George M. Cohan, la cual realiza una gran apología de la guerra y anima a los jóvenes estadounidense a participar en ella. Dicha canción, Over there, comienza con la frase «Johnny, get your gun» (‘Johnny, toma tu fusil’) y, claramente, insta a cualquier joven patriótico estadounidense a alistarse en el ejército.
El título de la obra de Trumbo no es más que la respuesta a dicha frase, un mensaje que se puede interpretar como la consecuencia de que Johnny tomara su fusil y fuera a la guerra («Johnny tomó su fusil, fue a la guerra y volvió mutilado de por vida»).

## Elenco
- Timothy Bottoms como el protagonista, Joe Bonham.
- Kathy Fields como Kareen.
- Marsha Hunt como la madre de Joe.
- Jason Robards como el padre de Joe.
- Charles McGraw como Mike Burkeman, el padre de Kareen.
- Donald Sutherland como Jesucristo.
- David Soul como el soldado sueco de la Primera Guerra Mundial.
- Sandy Brown Wyeth como la prostituta californiana Lucky.
- Don Red Barry como Jody Simmons.
- Eric Christmas como el cabo Timlon.
- Dalton Trumbo como orador (en los aparece como "Robert Cole").
- Diane Varsi como enfermera.
- Eduard Franz, como el coronel/general Tillery.
- Mike Lee, como Bill Harper.
- Winston Churchill, Zar Nicolás II, Zarina Alejandra, Mariscal Petain y Woodrow Wilson, como ellos mismos, en los créditos de apertura de la película, en imágenes de archivo.

## Producción
Trumbo escribió la primera versión del guion en 1964, en colaboración con Luis Buñuel, quien la habría dirigido. Sin embargo, no se logró obtener financiamiento para este proyecto, y fue abandonado. En 1966, el productor Bruce Campbell (Hey, Hey, Hey, It's Fat Albert, The Picasso Summer) se asoció con Trumbo, quien escribió un guion cinematográfico y asumió también la dirección. Este proyecto se inició en un principio en Warner Bros., pero esos planes se frustraron, por lo que Campbell y Trumbo invirtieron 80 000 dólares y atrajeron a 25 inversionistas que aportaron 600 000 dólares. El desembolso total en efectivo para la película fue de 750 000 dólares, pero los honorarios técnicos diferidos hicieron que el presupuesto superara el millón de dólares.
La película distingue entre la realidad y la fantasía de Joe presentando las escenas en el hospital en blanco y negro, y sus sueños y recuerdos en color. Sus sueños, como cuando habla con su padre muerto y con Jesucristo, son inducidos por las drogas, y el color es más saturado que en sus recuerdos, como el viaje de pesca y su última noche con Kareen. Las heridas de Joe nunca se muestran en la película, ya que su rostro está siempre cubierto por una máscara y su cuerpo permanece cubierto por las sábanas del hospital.

## Homenajes
La banda de thrash metal Metallica se basó en esta obra para crear una de sus canciones más célebres: "One", de 1988. Tanto la letra como el video aluden a la película Johnny cogió su fusil y, más detalladamente, uno de los videos que la banda grabó del tema (de 1989), muestra a los componentes en blanco y negro tocando en un almacén mientras se intercalan imágenes y diálogos de la película.
El cineasta japonés Akira Kurosawa declaró que Johnny Got His Gun era uno de sus filmes favoritos.
En 1984, en Checoslovaquia se produjo una película para la televisión con el mismo título.
En el 2008, el actor Benjamin McKenzie actuó como Joe Bonham en una presentación en el escenario, como parte del circuito off-Broadway, de una obra de Bradley Rand Smith, de 1982, basada en la novela de Trumbo. Tras un “estreno ciudad por ciudad y en una sola sala” de la representación filmada, en octubre de 2010 se puso a disposición, de forma gratuita, un DVD educativo especial para todas las bibliotecas de las escuelas preparatorias de los Estados Unidos. El DVD contiene la película del 2008, una guía de discusión para los estudiantes previa y posterior a la proyección, un cortometraje de 15 minutos sobre la realización de la película de 2008, una historia de la novela y el avance cinematográfico de la película de 1971.